# Dionysius Thrax
Dionisius Thrax, în greaca veche: Διονύσιος ὁ Θρᾷξ / Dionúsios ho Thrâx, în latină Dionysius Thrax (n. 170 î.Hr., Bizanț, Imperiul Otoman, Turcia – d. 90 î.Hr., Rodos, Imperiul Otoman) a fost un lingvist și gramatician grec, din secolul al II-lea î.Hr.

## Biografie
Având familia originară din Tracia, Dionysius s-a născut la Alexandria, în Egipt, și a fost discipolul lui Aristarh. A predat literele la Roma. 
I se datorează o Technè Grammatikè (Gramatică greacă), clasică timp îndelungat, care a fost publicată de Fabricius în tomul VII din Bibliotheca Graeca (1705-1728), și de Bekker, în Anecdota graeca, t. II, Berlin, 1816. Există și o traducere în limba armeană, publicată de către Jacques Chahan de Cirbied (1772 - 1834).